# Vindaye
Le vindaye est un plat de la cuisine mauricienne préparé à partir de poisson, le plus souvent du thon ou de l'espadon. Le nom de ce plat a la même origine que vinha d'alho du Brésil et vindaloo de Goa.

## Préparation
La préparation consiste en la friture de poisson dans du vinaigre avec de la moutarde, de l'ail et diverses épices.

## Consommation

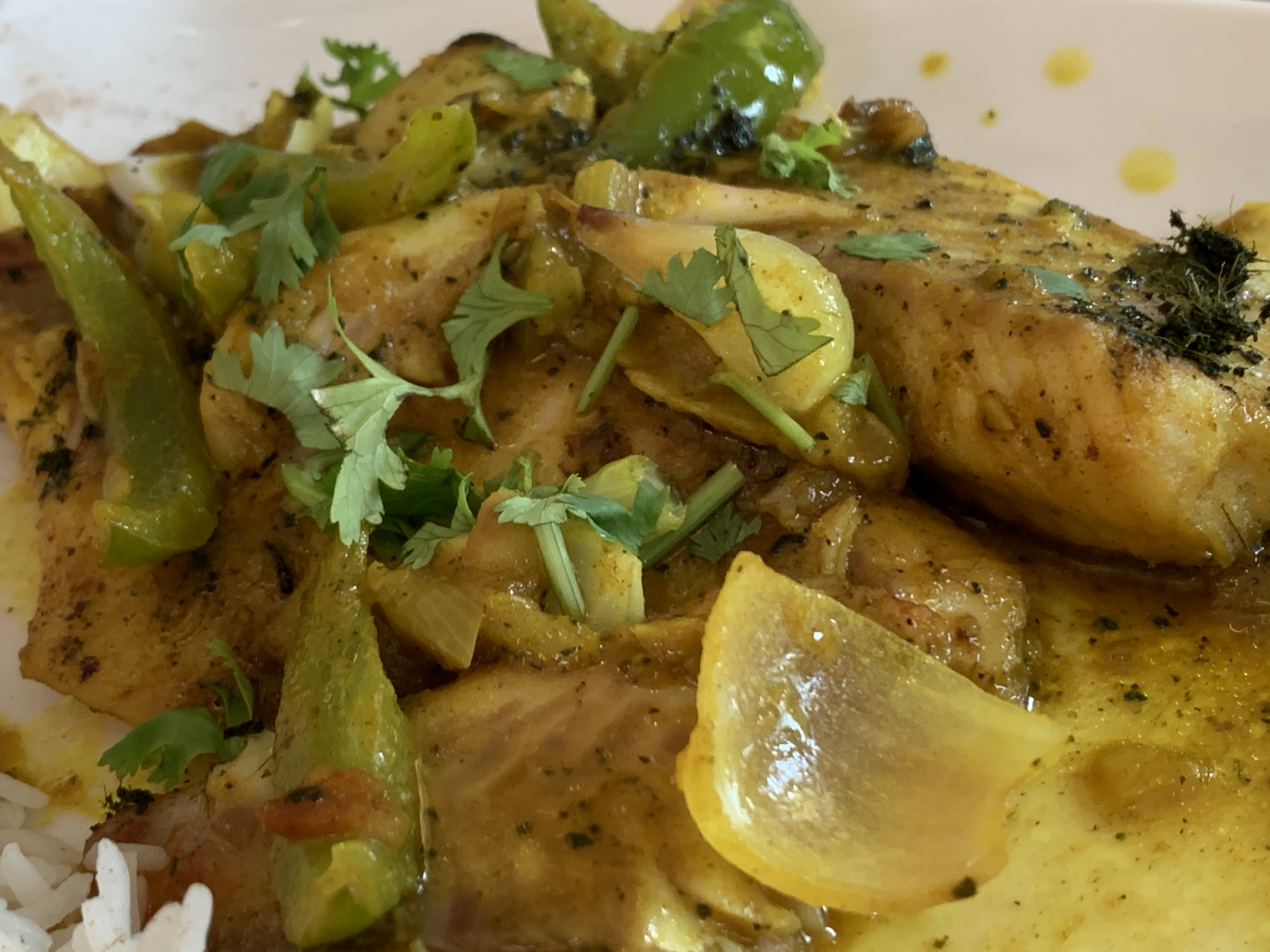
Vindaye de poisson dans un restaurant. La couleur jaune est donnée par la moutarde.

Il peut être consommé froid en « gajak » c'est-à-dire avec du pain, en sandwich, notamment au cours de pique-nique. Il peut également être consommé chaud avec un accompagnement.